# سد آپر کوتمل
سد کوتمل علیا (به لاتین: Upper Kotmale Dam) یک سد در سری‌لانکا است که در تالاواکله، ناحیه نووارا الییا واقع شده است.